# 3AM
《3AM》是香港創作女歌手AGA江海迦於2017年推出的一首輕快歌曲，featuring Ghost Style，收錄在其個人大碟Luna內。《3AM》由她親自作曲、陳詠謙填詞、編曲Yusuke Hatano、監製舒文。歌曲一推出便大受歡迎，成為AGA繼《一》後的街知巷聞大熱作品。此曲成為三台冠軍歌，连续四周位居位居中国公告牌Top 10音乐单曲榜第一名更榮獲2017年叱咤樂壇專業推介 叱咤十大－第六位及香港電台十大中文金曲獎。歌曲在YouTube上的MV截至2025年2月，已錄得超過740萬次點擊率。

## 簡介
《3AM》的創作方向是一首對香港人很有共鳴感的「夜間題材」歌曲，由於香港人習慣晚睡，而歌詞的主角亦是選擇在夜間選擇與男友分手，因此選擇了夜裡的一個「臨界點」凌晨3點 (3AM)。《3AM》作為AGA的2017年首支派台主打作品，取得非常優異的成績。此曲被視為是AGA繼《一》之後非常成功的作品，順利獲得三台冠軍歌，亦是AGA第二首獲得叱咤十大的作品。並再度獲頒十大中文金曲獎。

## MV
MV由環球唱片的年輕男歌手周殷廷執導，由AGA親自擔任女主角，男主角則是其前緋聞男友林德信。在YouTube推出短短一星期，已錄得超過40萬點擊率，截至2022年7月已錄得超過660萬次點擊。

## 版本
《3AM》有幾個不同的版本。除了正式的版本之外，亦公開了一直大受歡迎的Demo版本，並上載至各大音樂平台。由她親自填詞的全英文版本中，副歌的第一句「It's 3 a.m. in the morning and I don't know how to say goodbye」最終亦保留在正式的版本當中。